# Iglesia de la Asunción (El Cuervo)
La iglesia de la Asunción (también, iglesia de la Asunción de Nuestra Señora) es la iglesia parroquial de El Cuervo, municipio de la provincia de Teruel (Comunidad Autónoma de Aragón, España).

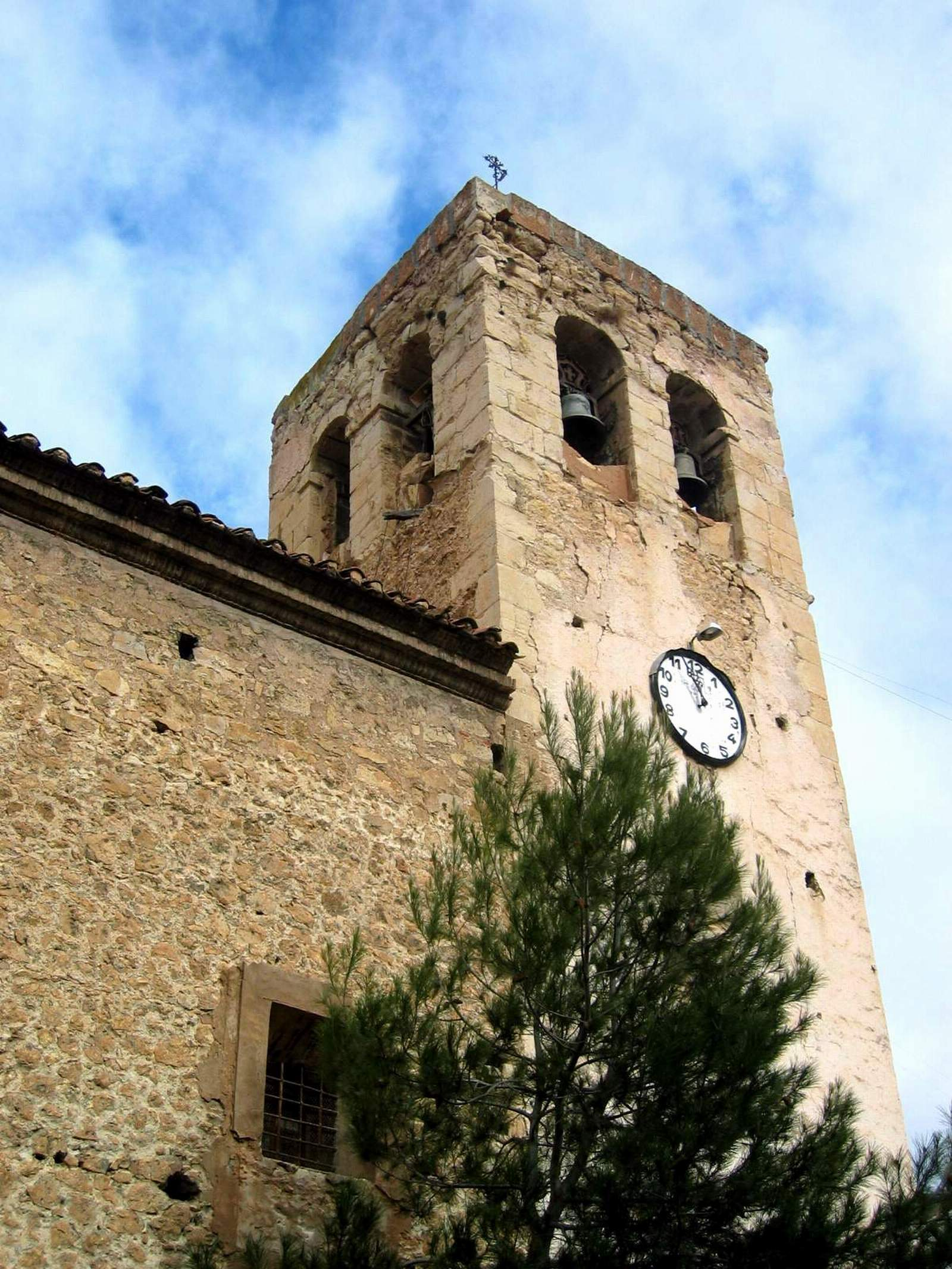
Detalle del campanario de la parroquial de El Cuervo (Teruel), antes de su restauración..

Templo de culto católico compuesto de iglesia y sacristía (siglo XVII), campanario (siglo XVI) y atrio exterior (XVIII), al que se accede desde la plaza Mayor y por la calle del Carmen.

## Historia
Las referencias más antiguas referidas a la iglesia de El Cuervo se hallan en un documento datado a comienzos del siglo XIII (1210), cuando la conquista cristiana de estos lugares por Pedro II de Aragón, mediante el que el rey dona las iglesias de «Serreilla, et de lo Corbo et de Pinna de Jahya cum mezquitas et decimus et primitiis» al arzobispo de Toledo, Rodrígo Ximenez de Rada, con la intención de que éste las ceda al obispo de Albarracín, para que levante allí iglesias.
La iglesia de El Cuervo aparece de nuevo en cierto documento datado en Brihuega (Guadalajara), en 1232, con ocasión de un conflicto entre el obispo de Albarracín (don Martín) y su cabildo, relativo a las rentas de las iglesias de los nuevos lugares conquistados con posterioridad a las Estipulaciones de 1200: allí se nombran las iglesias de Tormón, El Cuervo, Castiel, Ademuz, Vallanca y Santa Cruz de Moya.
La primera descripción conocida del templo data de comienzos del siglo XVII (1618), y dice de «una iglesia de una navada labrada a lo moderno so invocación de la Asumpción de Nuestra Señora, cuyo retablo es de maçosería blanca y dentro de un tabernáculo la imagen de Na Señora de la Asumpción de masonería blanca cercada de ángeles de lo mesmo». Por entonces, en la parte del evangelio (izquierda) había un altar dedicado a «San Gregorio», con retablo de pincel con la imagen del santo. A la parte de la epístola (derecha) había un altar con la «Virgen del Rosario», con retablo de pincel, y un tabernáculo con la figura de esta Virgen.
A lo largo del siglo XVII el templo fue mejorando, de forma que a finales de esa centuria (1691) ya había nuevas capillas con retablos de talla, pila bautismal labrada en piedra de una sola pieza, coro elevado con altar debajo y torre-campanario con sus campanas.
Sobre el arco recto del atrio exterior hay un piedra con una inscripción –«ATRIUM DOMUS DOMINI»-, y una fecha: «AÑO 17(80)», datos que alude a la función del recinto y al tiempo de su construcción (finales del siglo XVIII), época en la que Carlos III de España dictó normas de salubridad pública para sacar los cementerios del entorno de las iglesias.
A mediados del siglo XIX (1847), la iglesia de El Cuervo ya se hallaba bajo la advocación de «Nuestra Señora de la Asunción», y tenía aneja la iglesia de Veguillas de la Sierra, pueblo con el que limita por el noroeste, y dos ermitas: una bajo la advocación de San Roque, en el interior de la población, y otra fuera, bajo el título de San Pedro.
Durante la Guerra Civil Española (1936-1939), la iglesia fue desmantelada, destruyéndose gran parte del mobiliario, las imágenes y el retablo barroco que poseía, así como los libros del Registro Parroquial (Quinque libri):

«En esta población no ha habido ningún incendio, ni saqueos, solamente hubo destrucción de las imágenes y altares de la Iglesia Parroquial y Hermitas de San Pedro y San Roque, pero fueron las fuerzas rojas ignorando quienes fueran por ser milicianos desconocidos».
La ermita de San Pedro en El Cuervo (Teruel), Alfredo Sánchez Garzón

Durante la contienda, el templo se destinó a almacén, cuadra y estancia para soldados, y el campanario a torre de vigilancia; otro tanto puede decirse de la desaparecida Ermita de San Roque y de la arruinada Ermita de San Pedro, que tras su devastación fueron ocupadas por soldados y gente evacuada. Bajo el templo se construyó un refugio antiaéreo, «para progegerse de eventuales bombardeos. El túnel comunicaba la plazuela del Horno con la plaza Mayor y Casa Consistorial, saliendo a través de las escalinatas del atrio de la iglesia».

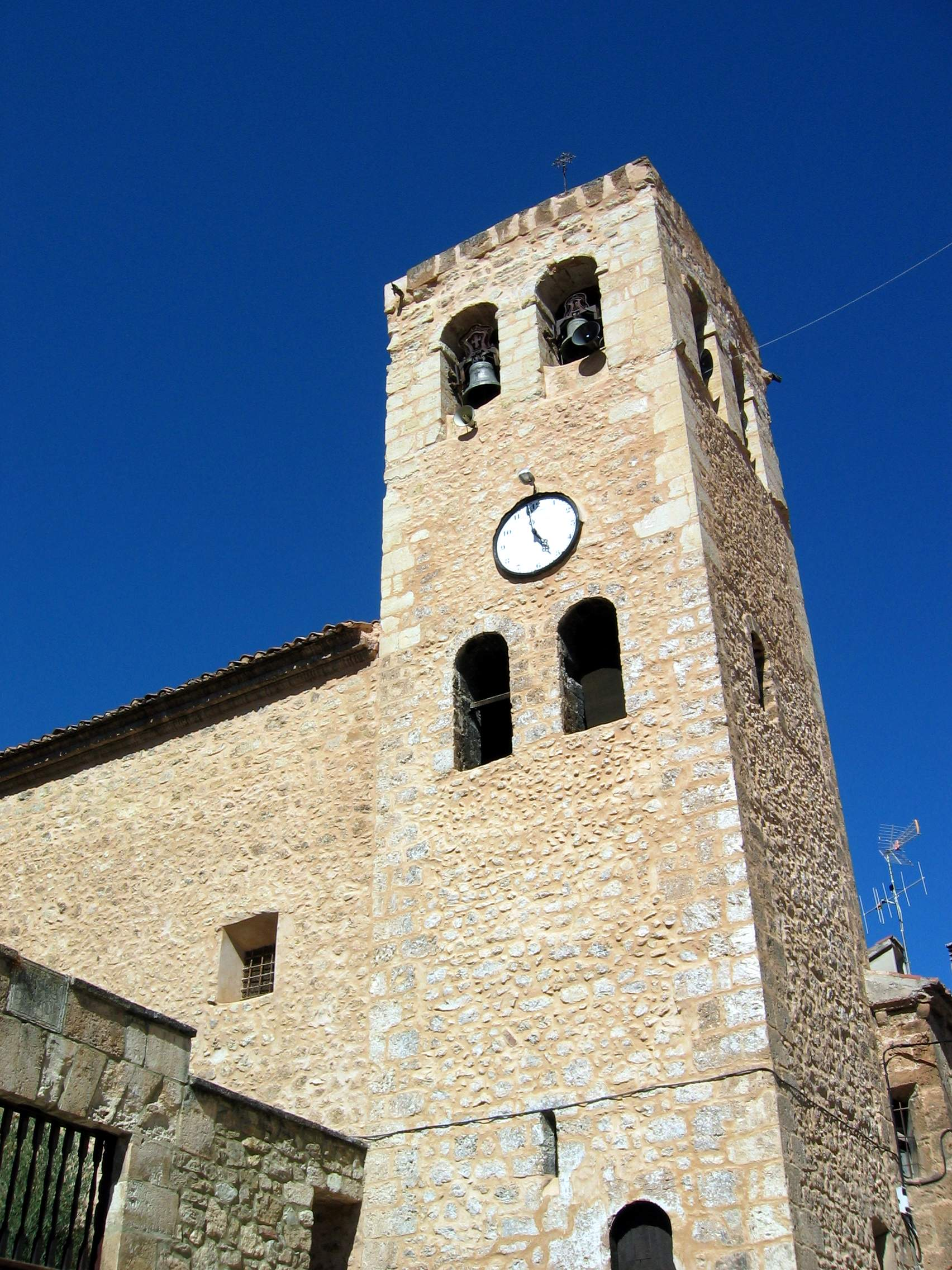
Vista parcial (meridional) de la parroquial de El Cuervo (Teruel), con detalle del campanario, tras su restauración, desde la plaza Mayor.

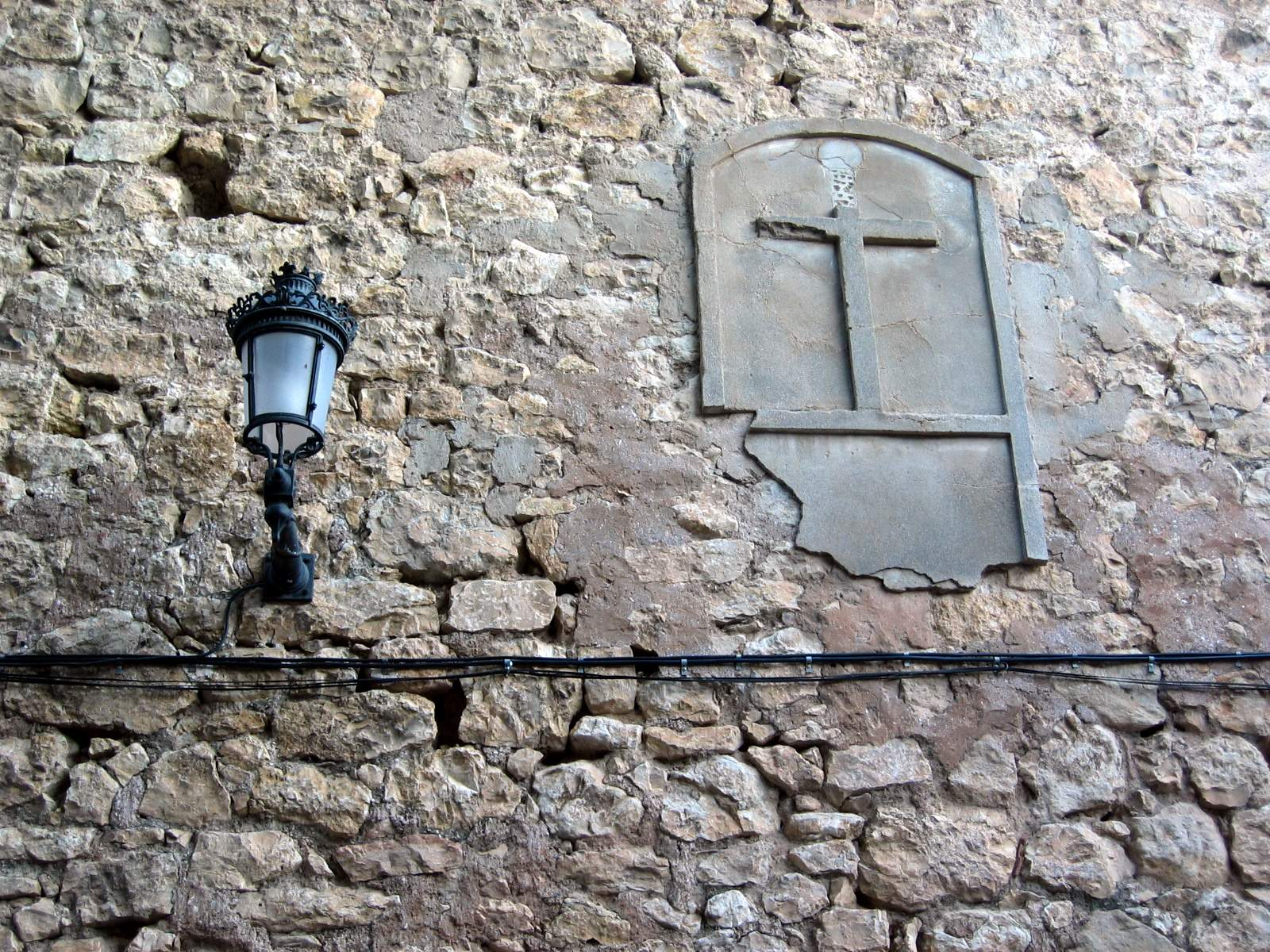
Detalle de «Cruz de los Caídos» en un muro de la parroquial de El Cuervo (Teruel).

## Descripción
La iglesia parroquial de El Cuervo está en el centro de la población, entre la plaza Mayor, donde se halla el Ayuntamiento y la antigua Casa Abadía (que la circundan por el sur), y la placeta del Horno, donde se halla el monumental olmo (que la circunda por el norte).
El templo posee un amplio atrio exterior en la fachada meridional, al que se accede desde la plaza Mayor por un portón enmarcado por un arco recto de piedra, y desde la calle del Carmen por un arco de medio punto adovelado. A tenor de los restos humanos hallados en el atrio durante la última remodelación, el recinto pudo ser el antiguo cementerio del lugar.
La planta del templo es alargada, orientada a la antigua –este (cabecera), oeste (pies)-: los muros son de mampostería, la cobertura de teja árabe en disposición de canal y cobija, vertiendo a dos aguas, con una torre-campanario a la cabecera, lado de la epístola, coronada por un singular cono truncado.
La entrada principal se abre en la fachada meridional, descentrada hacia los pies del templo, con una portada basada en dovelas formando arco de medio punto. El interior es sombrío, formado por una alta nave central con cuatro capillas laterales cubiertas por bóveda de medio cañón a cada lado (en la correspondiente al lado de la epístola se abre la puerta principal). La sacristía se halla por detrás del presbiterio, accediéndose desde el mismo por el lado del evangelio. El coro está a los pies, iluminado por una ventana rejada, aunque a finales del siglo XVII se hallaba en posición elevada, con una capilla debajo.
El presbiterio está presidido por una imagen de la Virgen de la Asunción, la titular del templo, encristalada en una hornacina. A cada lado de la imagen central, sobre ménsulas se hallan otras imágenes, la de la Virgen del Pilar y la del glorioso san Roque, patrón de la villa. Por debajo de la titular está el sagrario, sobre el antiguo altar de obra adosado. A la sacristía se accede por una puertecilla abierta en el lado del evangelio, por debajo de la imagen de la Pilarica.
Las capillas del lado del evangelio, del presbiterio a los pies corresponden a San Miguel Arcángel, Santa Rita, San Isidro Labrador y la Virgen Dolorosa: en esta última capilla hay también una imagen de Santa Bárbara. Del coro al presbiterio, las capillas del lado de la epístola corresponden la primera a la del Bautismo, con una gran pila labrada en piedra de una sola pieza, en la siguiente se abre la puerta principal, la siguiente es la de San Antonio Abad, aquí nace la escalerita que conduce al púlpito de obra, con tornavoz de madera. La última capilla se halla dedicada a San José, que porta al Niño Jesús en brazos, con imágenes de la Inmaculada Concepción y del Sagrado Corazón a cada lado.
Al campanario se accede por una puertecita de dintel bajo abierta en la base de la torre, fachada meridional de la misma. En el interior hay una escalera de estilo castellano, adosada a los muros, con hueco central. Al piso se campanas se accede mediante una escalerita que se estrecha en su tramo final. En los muros del recinto pueden verse grafitos del tiempo de la guerra civil, pues el lugar fue punto de vigilancia. La torre posee dos campanas y un campanico: la mayor, con yugo de hierro pesa 300 kg y el diámetro de su boca es de 80 cm., está dedicada a la Virgen de la Asunción, vaciada en 1958: se bautizó el 15 de agosto de ese año, siendo alcalde don Eugenio Asensio Hernández, secretario don Benedicto Esteban y párroco don Basilio Pascual Marzo. Su toque reza: «Mi voz os llama a Dios». La campana menor, también con yugo de hierro y boca de 73 cm., canta: «Ruega por tu pueblo», fundida en 1853, a expensas de la feligresía. Hay además un campanico con yugo de madera y boca de 30 cm., fundido en 1664, cuyo toque reza: «San Roque, ora pro nobis». Es probable que dicho bronce perteneciera a la desaparecida Ermita de San Roque, de la que dice Pascual Madoz (1847) se hallaba dentro de la población, cuyo edificio fue demolido en 1965-1970, por amenazar ruina.
La torre se hallaba en mal estado, habiendo sido restaurada con acierto en los últimos años. La rehabilitación ha dejado al descubierto los vanos donde se ubicaban las antiguas campañas, abiertos en el muro meridional, correspondientes al primero de los dos cuerpos que forman el campanario.

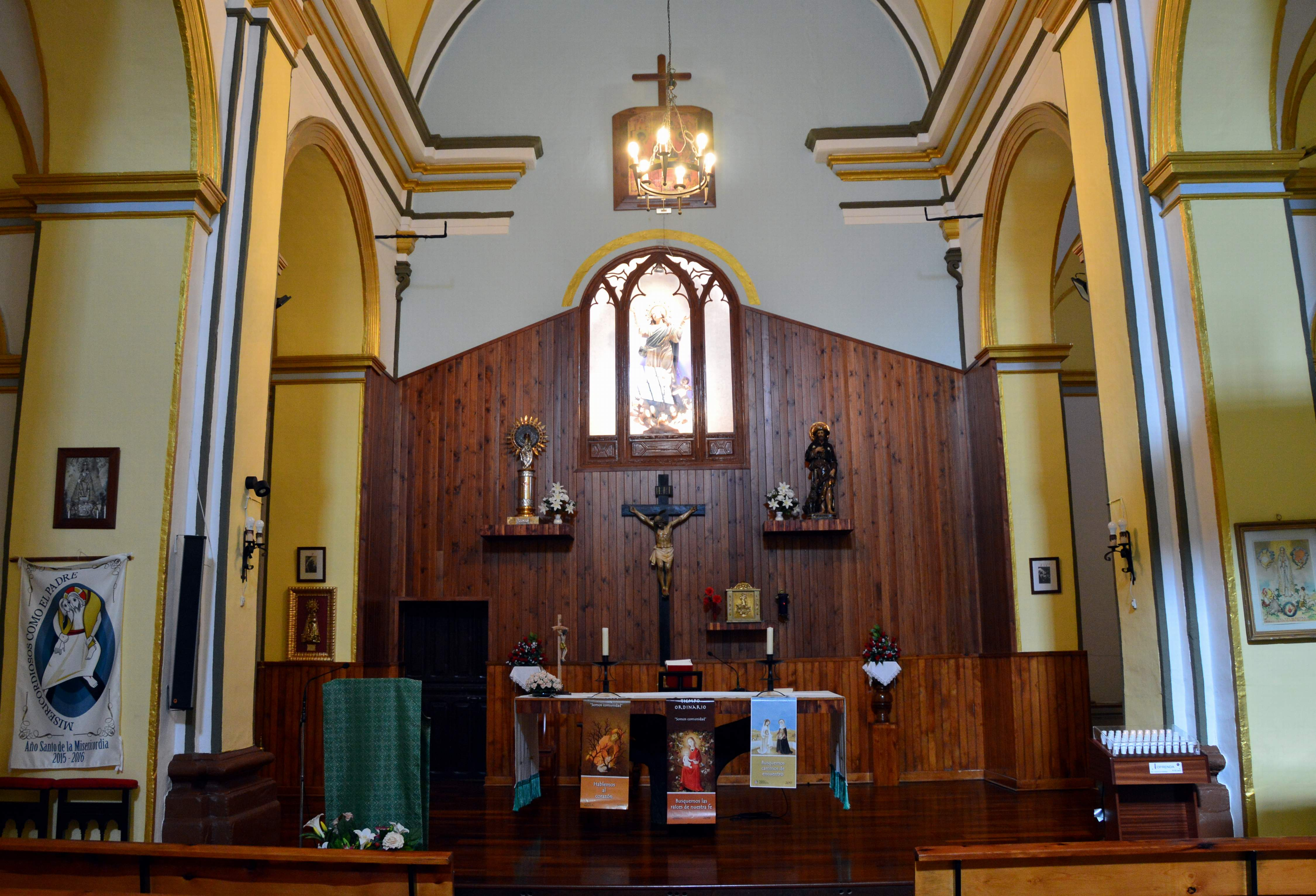
Nave central de la Iglesia de la Asunción (El Cuervo, Teruel), con el presbiterio al fondo (2018).